# Coppa Italia di Serie A2 2011-2012 (pallavolo maschile)
La Coppa Italia di Serie A2 di pallavolo maschile 2011-2012 è stata la 15ª edizione della coppa nazionale d'Italia della serie cadetta e si è svolta dal 18 gennaio al 4 marzo 2012. Al torneo hanno partecipato 8 squadre di club italiane e la vittoria finale è andata per la prima volta alla New Mater Volley.

## Regolamento
Hanno partecipato al torneo le prime otto squadre classificate al termine del girone d'andata della regular season della Serie A2 2011-12, che hanno disputato quarti di finale, semifinali e finale.

## Torneo

### Tabellone
|  | Quarti di finale | Quarti di finale  | Quarti di finale   |           |                    | Semifinali | Semifinali | Semifinali |  |  | Finali | Finali  | Finali |
|  |                  |                   |                    |           |                    |            |            |            |  |  |        |         |        |
|  | 1                | Segrate           | 3                  |           |                    |            |            |            |  |  |        |         |        |
|  | 8                | Loreto            | 1                  |           |                    |            |            |            |  |  |        |         |        |
|  | 8                | Loreto            | 1                  |           | 1                  | Segrate    | 3          |            |  |  |        |         |        |
|  |                  |                   |                    |           | 1                  | Segrate    | 3          |            |  |  |        |         |        |
|  |                  | 4                 | Molfetta           | 2         |                    |            |            |            |  |  |        |         |        |
|  | 4                | 4                 | Molfetta           | 2         | Molfetta           | 3          |            |            |  |  |        |         |        |
|  | 4                |                   |                    |           | Molfetta           | 3          |            |            |  |  |        |         |        |
|  | 5                | Milano            | 0                  |           |                    |            |            |            |  |  |        |         |        |
|  |                  |                   |                    |           |                    |            |            |            |  |  | 1      | Segrate | 1      |
|  |                  |                   | 2                  | New Mater | 3                  |            |            |            |  |  |        |         |        |
|  | 2                | New Mater         | 3                  |           |                    |            |            |            |  |  |        |         |        |
|  | 7                | Argos             | 0                  |           |                    |            |            |            |  |  |        |         |        |
|  | 7                | Argos             | 0                  |           | 2                  | New Mater  | 3          |            |  |  |        |         |        |
|  |                  |                   |                    |           | 2                  | New Mater  | 3          |            |  |  |        |         |        |
|  |                  | 3                 | Sir Safety Perugia | 2         |                    |            |            |            |  |  |        |         |        |
|  | 3                | 3                 | Sir Safety Perugia | 2         | Sir Safety Perugia | 3          |            |            |  |  |        |         |        |
|  | 3                |                   |                    |           | Sir Safety Perugia | 3          |            |            |  |  |        |         |        |
|  | 6                | Città di Castello | 2                  |           |                    |            |            |            |  |  |        |         |        |

### Risultati

#### Quarti di finale
| 18 gennaio 2012 - ore 20:30 Palazzetto dello Sport, Segrate | Segrate            | 3 - 1 | Loreto            | 25-20, 17-25, 25-21, 25-23        |
| 18 gennaio 2012 - ore 20:30 PalaPoli, Molfetta              | Molfetta           | 3 - 0 | Milano            | 25-14, 25-18, 25-21               |
| 18 gennaio 2012 - ore 20:30 PalaGrotte, Castellana Grotte   | New Mater          | 3 - 0 | Argos             | 25-16, 25-18, 25-20               |
| 18 gennaio 2012 - ore 20:30 PalaEvangelisti, Perugia        | Sir Safety Perugia | 3 - 2 | Città di Castello | 25-20, 18-25, 25-17, 24-26, 15-12 |

#### Semifinali
| 3 marzo 2012 - ore 16:00 Palasport, Andria | Segrate   | 3 - 2 | Molfetta           | 25-20, 25-19, 19-25, 22-25, 16-14 |
| 3 marzo 2012 - ore 18:30 Palasport, Andria | New Mater | 3 - 2 | Sir Safety Perugia | 22-25, 25-20, 25-12, 16-25, 15-11 |

#### Finale
| 4 marzo 2012 - ore 17:30 Palasport, Andria | Segrate | 1 - 3 | New Mater | 25-21, 18-25, 19-25, 20-25 |